# Tetiaroa
Tetiaroa – atol w Polinezji Francuskiej, ok. 59 km na północ od Tahiti.
W latach 1966–2003 prywatna własność Marlona Brando, po jego śmierci wystawiona na sprzedaż.